# 深川稲荷神社
深川稲荷神社（ふかがわいなりじんじゃ）は、東京都江東区清澄にある神社。

## 概要
1630年（寛永7年）に創建された。旧地名が「西大工町」だったことから、「西大稲荷」の別名もある。
当社の裏には小名木川が流れており、付近一帯に船大工が住んでいたことから、当地は「西大工町」と呼ばれるようになった。
境内には、当社と町の由来を記した「明治百年記念碑」が建てられている。

## 交通アクセス
- 清澄白河駅より徒歩3分。